# David Stec
David Stec (Vienna, 10 maggio 1994) è un calciatore austriaco, difensore svincolato.

## Caratteristiche tecniche
È un terzino destro.

## Carriera
Cresciuto nelle giovanili del St. Pölten, ha esordito in prima squadra il 10 maggio 2014 in occasione del match vinto 1-0 contro il First Vienna. 
Dopo aver militato per tre stagioni nel Pogoń Szczecin, club di massima divisione polacca, torna in patria, firmando un contratto fino al 2023 con il TSV Hartberg.